# Tatranská Javorina
Tatranská Javorina (em alemão: Uhrgarten; polonês/polaco: Jaworzyna Spiska; húngaro: Javorina) é um município da Eslováquia, situado no distrito de Poprad, na região de Prešov. Tem 94,04 km² de área e sua população em 2018 foi estimada em 213 habitantes.

## Demografia
| Ano:        | 1994 | 2004   | 2014   | 2024    |
| ----------- | ---- | ------ | ------ | ------- |
| Broj ljudi: | 213  | 232    | 219    | 169     |
| Razlika:    |      | +8,92% | -5,60% | -22,83% |

| Ano:               | 2023 | 2024   |
| ------------------ | ---- | ------ |
| Número de pessoas: | 173  | 169    |
| Diferença:         |      | -2,31% |